# Jaak Joonas Uudmäe
Jaak Joonas Uudmäe (* 6. April 1994) ist ein estnischer Leichtathlet, der sich auf den Dreisprung spezialisiert hat.

## Sportliche Laufbahn
Erste internationale Erfahrungen sammelte Jaak Joonas Uudmäe im Jahr 2013, als er bei den Junioreneuropameisterschaften in Rieti mit einer Weite von 14,86 m in der Qualifikation ausschied. 
2019 und 2020 wurde Uudmäe estnischer Meister im Dreisprung im Freien sowie 2013 und 2020 auch in der Halle.

## Persönliches
Jaak Joonas Uudmäe ist der Sohn des ehemaligen Olympiasiegers im Dreisprung Jaak Uudmäe und auch sein älterer Bruder Jaanus Uudmäe war bereits als Dreispringer aktiv. 

## Persönliche Bestleistungen
- Dreisprung: 16,36 m (+0,7 m/s), 8. August 2020 in Tallinn
  - Halle: 15,69 m, 16. Januar 2016 in Seattle